# 키자니아 고시엔
키자니아 고시엔(일본어: キッザニア甲子園 킷자니아 고시엔[*], 영어: Kidzania Koshien)은 효고현 니시노미야시의 라라포트 고시엔 부지 내에 위치한 키자니아의 체험형 상업시설이다. KCJ GROUP이 운영하고 있다.